# Muttu Virappa Nayaka III
Ranga Krishna Muttu Virappa Nayaka III fou naik de Madura, fill i successor el juny de 1682 de Chokkanatha Nayaka i de la reina Mangammal, filla segons uns de Lingama Naicker de Chandragiri-Dupakul i segons altres de Lingana Nayaka (una inscripció dona com a mare a Annamuttamma). Va pujar al tron amb 15 o 16 anys. La reina Mangammal no va poder fer el sati (suïcidi ritual) perquè estava prenyada a la mort del rei, i va donar a llum un segon fill o filla que devia morir aviat.
Mysore, que assetjava Trichinopoly al començament del regnat, es va haver de retirar al cap d'un temps pels atacs del maratha Sambaji aliat a Bednore. Ekoji o Venkoji de Tanjore fou privat d'alguns dominis pels atacs dels maraves, fidels a Madura. En tres o quatre anys va restaurar el regne en els seus antic dominis; una carta jesuita de 1686 indica que havia recuperat Madura expulsant a les forces de Mysore.
El 12 de setembre de 1686 l'emperador mogol Aurangzeb va conquerir Bijapur i el 21 de setembre de 1687 va conquerir Golconda; Sambaji fou capturat pels mogols el gener de 1689 i executat el març següent, i la resistència maratha fou derrotada a Raigarh l'octubre.
El 1686 Kilavan Setupati de Marava es va aliar a Venkatakrishnappa, ex dalavay de Madura, i a Chengamala Das, nayak de Tanjore que s'havia reconciliat amb Ekoji (que abans l'havia expulsat del tron), i junts van atacar Madura. El premi per Tanjore, eren els districtes de Marava entre el riu Pambar i Pudokkotai. Però el dalavay de Marava (o Ramnad), Kumara Pillai, es va oposar al seu sobirà i va intentar capturar a Kilavan i a Venkatakrishnappa, per entregar-los al rei de Madura com a traïdors. Kumara va fracassar, va ser capturat i cruelment assassinat junt amb la família. Però llavors Madura va passar a l'atac i va envair Marava; es va lliurar una batalla i els atacants foren rebutjats mercès a l'ajut dels marathes als que es van cedir els districtes promesos entre el Pambar i Pudokkotai
Els cristians portuguesos tenien ara al front de la missió a Joan de Britto (nascut a Lisboa el 1647) arribat a Madura el 1680 on s'havia reunit amb Andre Freire que el va enviar al país Marava on els portuguesos estaven absents des de les persecucions del 1669; el 1683 fou nomenat superior de Madura i el 1688 procurador de la missió però després va haver de deixar l'Índia. La missió de Britto es va centrar a Vadugarpatti governada per Lindga Reddi, vassall del nayak de Madura, que afavoria als cristians. A Marava les persecucions seguien. El primer ministre Kumara Pillai en fou el gran instigador, i alguns cristians foren empresonats i hagueren estat executats, però el Setupati els va donar la llibertat i va amonestar al ministre. Els presoner foren portats a la capital, Ramnad, i després expulsats i comminats a no tornar a predicar; aquest incident va causar la sortida de Brito cap a Portugal el 1688.
Els portuguesos informaven que encara que el rei de Madura mantenia una certa llibertat religiosa, el polegar de Moullipadi, que devia ser cristià, fou convidat a fer homenatge i després arrestat i espoliat de les seves joies i tancat a una presó; el país fou saquejat per les tropes reials.
Se suposa que el governat malayalam de Travancore va anar a Tinnevelly al regne de Madura amb valuosos regals, per rendir homenatge a Ranga Krishna Muttu Virappa Nayaka.
Ranga Krishna va morir de verola vers el 1689 o el 1690 segons les diferents cròniques, o potser el 1687 o 1688 si és cert que el seu fill tenia uns 14 anys el 1700 com diu una carta dels jesuïtes datada l'11 de desembre de 1700. Al morir la seva esposa Muttammal estava prenyada i va donar a llum a un fill i tot seguit va fer el sati (suïcidi ritual). La reina mare Mangammal va assolir la regència, primer en nom del fill no nascut i després en nom d'aquest que va portar el nom de Vijayaranga Chokkanatha.